# 42 Рака
42 Рака (лат. 42 Cancri) — звезда, которая находится в созвездии Рака. Входит в состав рассеянного звёздного скопления Ясли. 42 Рака — горячий белый гигант класса A, удалённый от Земли на расстояние 506 световых лет и имеет звёздную величину +6.82, то есть невидим невооружённым глазом, но можно разглядеть в бинокль.

## Характеристики
42 Рака массивнее Солнца в 2.7 раза, радиус превышает солнечный в 3.6 раза. Звезда светит в 38.7 раз мощнее Солнца, температура поверхности составляет 7550±50 Кельвинов. Лучевая скорость 42 Рака имеет значение +31 км/с, это говорит о том, что звезда удаляется от Солнечной системы со скоростью 31 км/с.